# Nordsøen Oceanarium
Nordsøen Oceanarium i Hirtshals er en af Danmarks store turistattraktioner.
Det blev bygget i 1984 og blev i 1998 udvidet med et oceanarium – et akvarium med 4,5 mio. liter vand. Desuden findes et sælarium.
Museet rummer ca. 70 forskellige fiskearter, som kan beses i levende udstillinger "Fra hav til bord" mv.
En voldsom brand i december 2003 ødelagde hele den nye bygning med det store Oceanarium; det er nu blevet genopbygget.[kilde mangler]
- Den berømte klumpfisk, som er museets største attraktion